# 薩爾冰川
72°3′S 25°31′E / 72.050°S 25.517°E
薩爾冰川是南極洲的冰川，位於南龍達訥山脈，全長13公里，流經薩倫山和貝格森山之間，挪威地圖製作師在1957年根據美國海軍把該冰川繪入地圖。